# Горкха (район)
Район Горкха (неп. गोरखा जिल्ला Listenⓘ Listenⓘ), частина провінції Гандакі, є одним із 77 районів Непалу, який є четвертим за величиною районом (за площею) Непалу та історично пов'язаний із створенням сучасного Непалу та іменем легендарних солдатів Горкха. Район з муніципалітетом Горкха (раніше відомим як Прітхіві Нараян Нагарпаліка) як штаб району займає площу 3 610 км2 (38 900 000 кв. футів) і має населення 252 201 згідно з переписом населення Непалу 2021 року. У районі Горкха розташований храм Манакамана. Храми Горакх Натх і Горакх Калі знаходяться в окрузі. Кілька великих річок — Чепе, Дарауді, Марсіангді, Буді Гандакі і Трішулі — протікають через район.

## Походження "Горкха"
- Міф стверджує, що святий на ім'я Горакхнатх вперше з'явився в Непалі в Горкха. Залишилася печера з його падукою («слідом») і зображенням, яке підтверджує міф. Оскільки місто було засноване на місці, де з’явився Мудрець Горакхнат, його назвали Горкха.

## Географія і клімат
| Кліматична зона   | Діапазон висоти                                 | % площі |
| ----------------- | ----------------------------------------------- | ------- |
| Нижній тропічний  | нижче 300 метрів (1000 футів)                   | 0,1%    |
| Верхній тропічний | Від 300 до 1000 метрів Від 1000 до 3300 футів   | 19,8%   |
| Субтропічний      | Від 1000 до 2000 метрів Від 3300 до 6600 футів  | 14,6%   |
| Помірний          | Від 2000 до 3000 метрів 6400 до 9800 футів      | 13,3%   |
| Субальпійський    | Від 3000 до 4000 метрів 9800 до 13100 футів     | 14,9%   |
| Альпійський       | Від 4000 до 5000 метрів 13 100 до 16 400 футів  | 10,6%   |
| Ніваль            | вище 5000 метрів                                | 11,5%   |
| Трансгімалайський | Від 3000 до 6400 метрів Від 9800 до 21000 футів | 14,8%   |

### Гори
- Манаслу (8163 м)
- Гімалчулі (7895 м)
- Шрінгі Хімал (7177 м)
- Будда Гімал (6674 м)
- Ганеш Гімал (7422 м)
- Нгаді Чулі (7871 м)
- Нар Фу: хребет Пері 5748 м
- Ганеш VI : хребет Ганеш Гімал (6480 м)
- Пік Тобсар: хребет Шрінгі Хімал (6100 м)

## Транспорт
У місті Горкха є щоденні автобусні рейси до/з Катманду (шість годин) і Покхара (три години).

## Демографія
На момент перепису населення Непалу 2011 року населення району Горкха становило 271 061 осіб. З них 72,9% розмовляли непальською, 13,3% гурунгською, 4,7% магарською, 3,9% тамангською, 1,1% галеською, 2,6% урду, 0,7% неварі, 2,6% мія, 0,6% кумальською, 0,6% чепанською та 0,5% баджіка як першою мовою. Кха є найбільшою групою аборигенів у цьому регіоні, вони становлять 38% від загального населення регіону. Брахмани пахаді — друга за чисельністю група населення району. 21% третя за величиною група гурунгів у населенні району становить 16%.
24,7% населення округу розмовляли непальською, 0,8% гурунгською та 0,5% магарською мовою як другою мовою.

## Охорона здоров'я

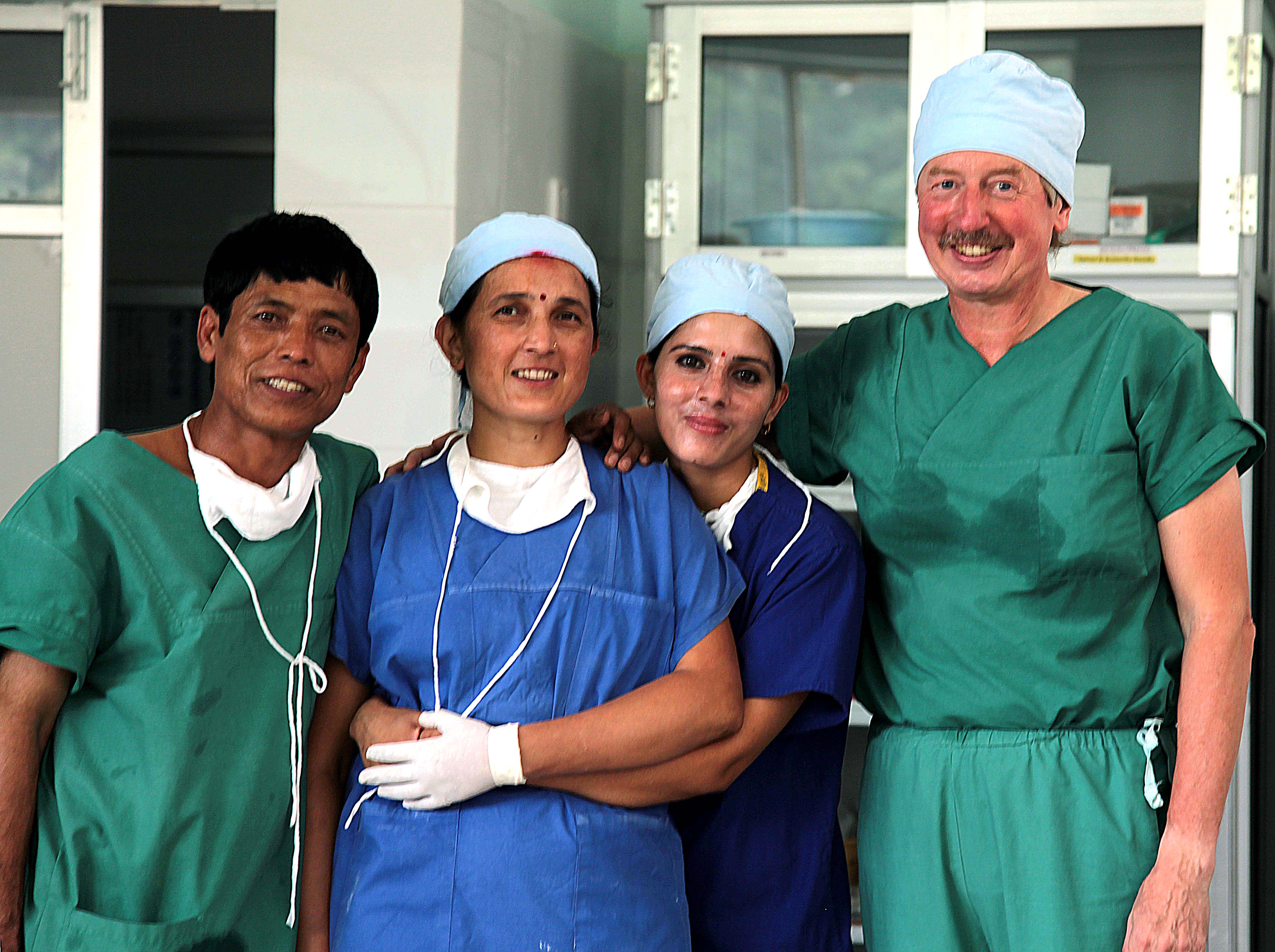
Хірурги в Ампіпалі

Нижче наведені дані, отримані з веб-сайту PHASE Nepal:
- Центральні/обласні/зональні лікарні: 0
- Дільничні лікарні: 2
- Центри первинної медико-санітарної допомоги: 3
- Санітарні пункти: 10
- Санітарний пункт: 55
- Кількість лікарів: 8

Районна лікарня знаходиться в Горкха, муніципальна лікарня в Ампіпалі підтримується німецькою НУО.

## Статус освіти

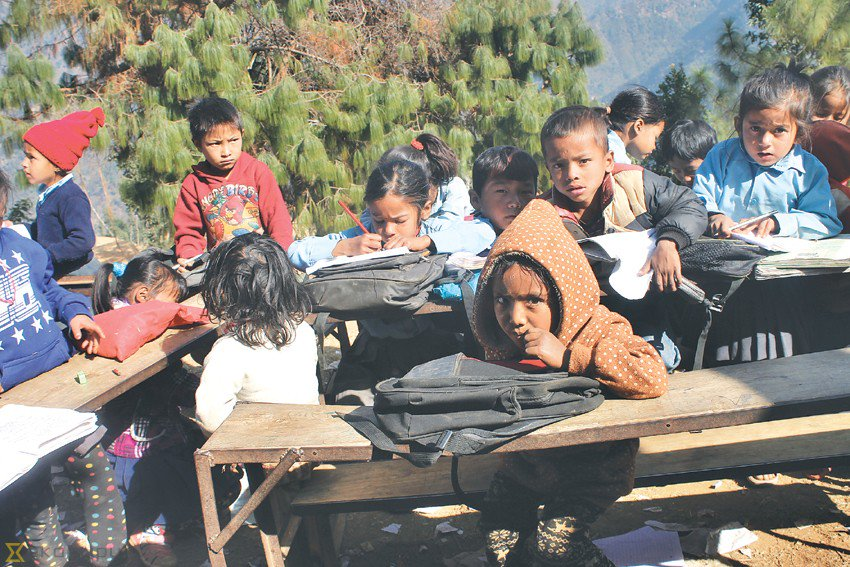
Студенти Горкхи після землетрусу

Відповідно до Національного перепису населення та житлового фонду Непалу 2011 року, рівень грамотності Горкха становить 66,34%. Рівень грамотності серед жінок становить 59,44%, а серед чоловіків – 75,09%.

## Адміністрація
Район складається з 11 муніципалітетів, з яких два є міськими та дев'ять сільськими. Це такі:
- Муніципалітет Горха
- Муніципалітет Палунгтар
- Сулікотська сільська громада
- Сіранчовська сільська волість
- Аджиркотська сільська громада
- Цум Нубрі
- Сільська волость Дхарче
- Сільська громада Бхімсен Тапа
- Сільська волость Сахід Лахан
- Сільська громада Ааругат
- Гандакська волость

### Колишні сільські комітети розвитку
До реструктуризації району район Горха складався з таких муніципалітетів і комітетів розвитку сіл:

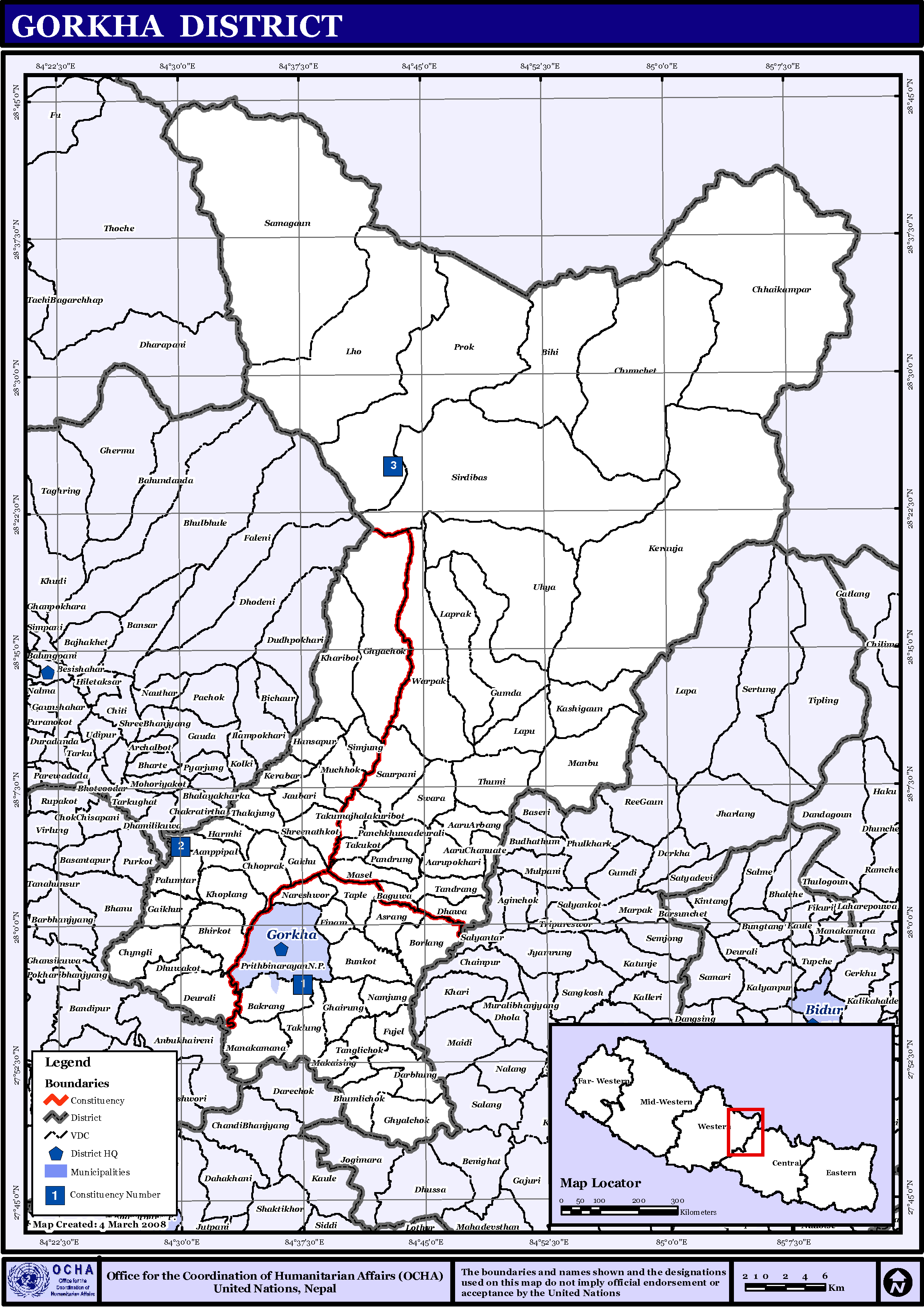
Горхинський район з ВДЦ